# Vladimir Patkin
Vladimir Leonidovich Patkin (em russo:  Владимир Леонидович Паткин; Bobrov, 8 de dezembro de 1945) é um ex-jogador de voleibol da Rússia que competiu pela União Soviética nos Jogos Olímpicos de 1972. Ele é judeu.

## Carreira
O primeiro título de Patkin com a seleção soviética foi no Campeonato Europeu de 1971. Em 1972, ele fez parte da equipe soviética que conquistou a medalha de bronze no torneio olímpico, no qual jogou em seis partidas. Mais tarde, Patkin tornou-se secretário geral da federação russa de voleibol.